# Gangara (Maradi)
Gangara es una comuna rural de Níger perteneciente al departamento de Gazaoua en la región de Maradi. En 2012 tenía una población de 51 930 habitantes, de los cuales 25 431 eran hombres y 26 499 eran mujeres.
Pertenecía al emirato de Katsina hasta que a principios del siglo XX quedó bajo control francés. En 1903 hubo una revuelta de los aldeanos contra los franceses, que fue reprimida. Su economía se basa en la agricultura de regadío.
Se ubica cerca de la frontera con Nigeria, unos 10 km al suroeste de Gazaoua sobre la carretera que lleva a Katsina.